# Turbine (gasturbine)

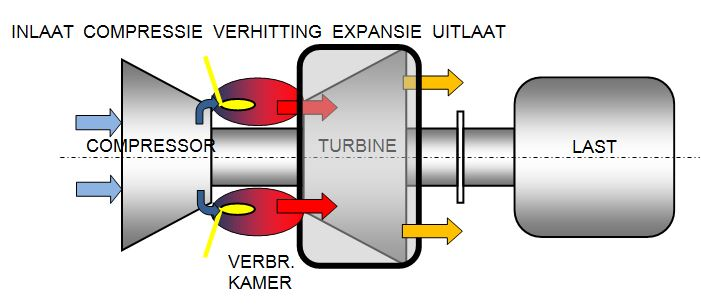
Expansie in de turbinesectie van een gasturbine

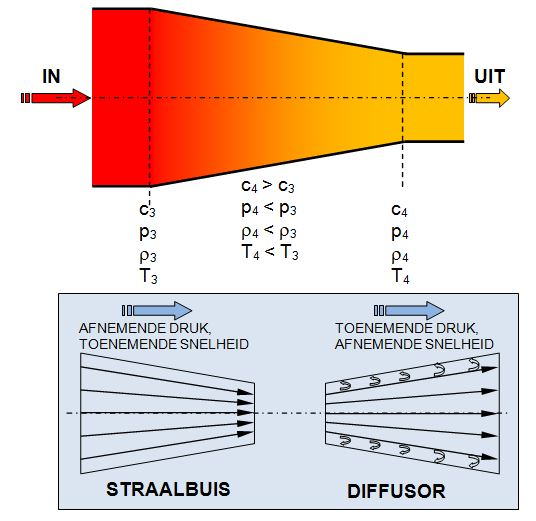
Straalbuis vergeleken met diffusor

In de turbine van een gasturbine expanderen de hete gassen, afkomstig van de  verbrandingskamer. De turbine levert mechanische arbeid, die gebruikt wordt om de compressor aan te drijven en om een nuttige last aan te drijven. 

## Het expansieproces
Bij het expansieproces daalt de druk van het stromende hete gas, terwijl de snelheid toeneemt. Het omzetten van druk in snelheid gebeurt in een straalbuis, dat is een convergerend (= toelopend) kanaal. Het principe van de straalbuis berust op de wet van Bernoulli die stelt dat:
{\displaystyle p_{3}+{\frac {1}{2}}\cdot \rho _{3}\cdot c_{3}^{2}=p_{4}+{\frac {1}{2}}\cdot \rho _{4}\cdot c_{4}^{2}}
Hierin is: 
- p = absolute druk [Pa]
- ρ = dichtheid medium [kg/m³]
- c = absolute snelheid [m/s]

Eenvoudig gezegd komt deze wet erop neer dat de som van statische druk en snelheidsenergie aan beide kanten van de straalbuis gelijk is.
In een straalbuis neemt door de verkleining van de dwarsdoorsnede in de stroomrichting de absolute snelheid van het medium toe. Er wordt dus kinetische energie aan het stromende medium toegevoegd. Veronderstelt men even de dichtheid constant, dan moet volgens de wet van Bernoulli de druk (potentiële energie) afnemen, dus p4 < p3.
Een straalbuis kan men vergelijken met een omgekeerde diffusor, maar het proces blijkt bij nader onderzoek toch belangrijke verschillen te vertonen met dat van de diffusor. Een straalbuis heeft veel minder de neiging om instabiel te worden dan een diffusor. Het drukverschil over een straalbuis helpt mee om de stroming gaande te houden.  

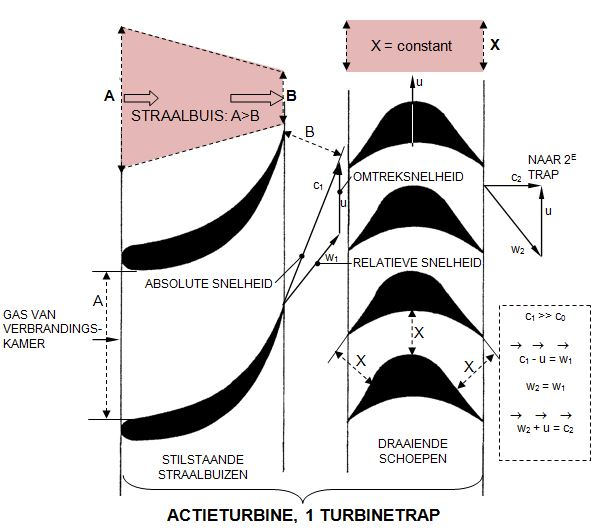
Een turbinetrap van een actieturbine

## De turbinetrap
Het expanderen van het hete gas gebeurt in de turbine. Turbines kunnen zijn gebouwd volgens het actieprincipe of volgens het reactieprincipe, maar ook een combinatie van beide principes komt voor. In principe bestaat de turbine uit een aantal expansietrappen, bij actieturbines meestal twee of drie en bij reactieturbines vijf tot acht. Bij gasturbines wordt de actieturbine het meeste gebruikt. Elke expansietrap bestaat uit een straalbuizenring in het huis (de stator), gevolgd door een loopwiel van de draaiende turbinerotor. Op de rotor zijn de loopschoepen gemonteerd, die de kinetische energie van de gassen omzetten in mechanische energie. 
Een typische gasturbine kan een turbine hebben met drie trappen, dat wil zeggen drie rijen stilstaande straalbuizen in het huis en drie rijen loopschoepen die met de rotor meedraaien. Aldus heeft men drie turbinetrappen in serie, want een rij straalbuizen en een rij loopschoepen vormen samen een turbinetrap.
Bij de expansie van de gassen in de straalbuizen daalt de druk sterk, en tevens daalt de luchttemperatuur in dit proces. Zo wordt de lucht terwijl zij door de turbine stroomt in elke trap in druk verlaagd, bij drie trappen meteen totale drukverhouding van 30 is dat een drukverhouding van 3,1 per trap. 
De stator is voorzien van schoepen met een profiel zoals een vliegtuigvleugel, maar sterker gebogen. De ruimte tussen de schoepen is sterk convergerend, zodat er tussen elk paar statorschoepen een straalbuis gevormd wordt. 
De lucht stroomt de ruimte tussen de straalbuisschoepen binnen met een absolute snelheid c0. Door de expansie zal de snelheid toenemen tot c1 en de richting van de straal is veranderd. De lucht stroomt naar de draaiende loopschoepen die de omtreksnelheid U hebben. Met behulp van een snelheidsdriehoek is uit u en c1 de relatieve intredesnelheid w1 te bepalen. In de figuur is te zien dat de lucht onder de juiste hoek de loopschoepen treft. 
Bij een actieturbine of impulsturbine is de ruimte tussen de loopschoepen van intrede tot uittrede constant (X in de figuur). Daardoor zullen de druk en snelheid van de lucht niet veranderen, maar de richting wel. Het is deze richtingsverandering die een kracht uitoefent op de loopschoepen, de drijvende kracht van de turbine. De lucht verlaat de loopschoepen met een relatieve snelheid w2 (= w1) en de omtreksnelheid u. In een snelheidsdriehoek samengesteld levert dit een axiale uittredesnelheid op, c2. Met deze snelheid gaat de lucht naar de volgende turbinetrap.

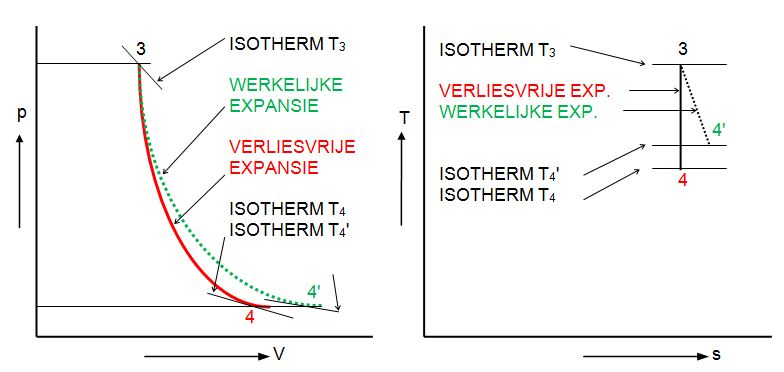
p-V- en T-s-diagram turbine

## Nadere beschouwing van het expansieproces
Het expanderen van de gassen in de turbine gaat snel. Men kan stellen dat elke kilogram gas die door de turbine stroomt in enkele tienden van seconden expandeert van de begindruk tot de einddruk. Door deze hoge snelheid van expanderen kan het gas vrijwel geen warmte aan de omgeving afstaan. Men noemt een expansie waarbij geen warmte uit de omgeving aan het medium wordt toe- of afgevoerd een adiabatische expansie. In een druk-volume (p-V) en in een temperatuur-entropie (T-s) diagram kan deze expansie worden weergegeven door de lijn van 3 naar 4, een adiabaat. Als het expanderen verliesvrij gebeurt, wordt het proces isentroop genoemd (constante entropie). In de praktijk werkt een turbine niet zonder verliezen. 
Tijdens het expanderen daalt de druk van de lucht, en wel vanaf de verbrandingskamerdruk p3 tot aan de uitlaatdruk p4. Tevens daalt tijdens de expansie de temperatuur. Dit is in de diagrammen weergegeven door het tekenen van de isothermen voor de turbine-inlaattemperatuur T3 en de turbine-uitlaattemperatuur T4.

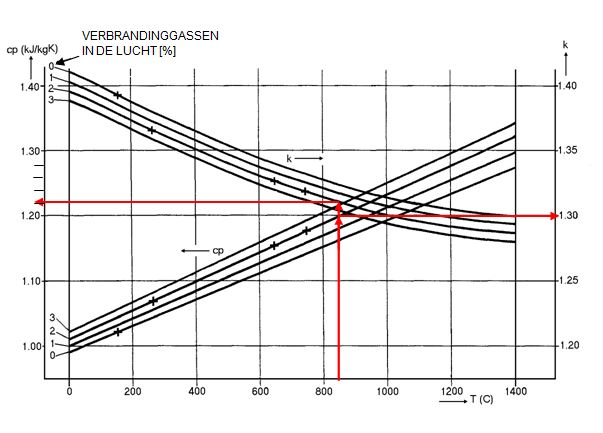
Diagram voor cp en k voor lucht met verbrandingsgassen

Elke kg lucht (of eigenlijk lucht met verbrandingsgassen) levert aan de turbinerotor een hoeveelheid mechanische arbeid, gegeven door:
{\displaystyle W_{t}=cp_{t}\left(T_{3}-T_{4}\right)}  [kJ/kg]
Hierin is:
cp(T) = specifieke warmtecapaciteit bij constante druk gassen (voor de gemiddelde temperatuur van T3 tot T4)	[kJ/K/kg]
De cp(T)-waarde is te vinden in handboeken voor gassen en uit een diagram te lezen. Voorbeeld: in bijgaand diagram is af te lezen dat voor lucht met 2% verbrandingsproducten, expanderend van 1200 °C tot 500 °C (gemiddelde temperatuur 850 °C), de cp-waarde bedraagt 1,22 kJ/K/kg. 
T3  = turbine-inlaattemperatuur		[K of °C]
T4  = turbine-uitlaattemperatuur na verliesvrije adiabatische expansie [K of °C]
In werkelijkheid levert de turbine minder arbeid dan volgens bovenstaande formule, omdat de turbine verliezen heeft. Dit wordt uitgedrukt in het turbinerendement ηt, dat rond de 0,9 of 90% ligt. De expansie vindt plaats langs een lijn die in het p-V diagram rechts van de adiabaat ligt, de stippellijn in de figuur. Voor dezelfde drukverhouding wordt de temperatuur na de expansie T4' hoger dan die volgens de verliesvrije adiabatische expansie. De turbinearbeid wordt dan per kg stromend medium:
{\displaystyle W_{t'}=cp_{t}\left(T_{3}-T_{4'}\right)}  [kJ/kg]	
Hierin is:
cp(T) = specifieke warmtecapaciteit gassen bij constante druk (voor de gemiddelde temperatuur van T3 tot T4')	[kJ/K/kg]
T3  = turbine-inlaattemperatuur		[K of °C]
T4'  = gemeten turbine-uitlaattemperatuur [K of °C]

## Het rendement
Het rendement van de turbine kan niet eenvoudig worden afgelezen op een meter. Het wordt berekend als de verhouding tussen de werkelijk optredende temperatuurdaling (T3 - T4') en de temperatuurdaling bij verliesvrij adiabatisch expansie (T3 − T4). Tevens geeft dit de verhouding tussen de werkelijk geleverde expansiearbeid Wt' en de theoretisch geleverde expansiearbeid Wt.
{\displaystyle \eta _{t}={\frac {T_{3}-T_{4'}}{T_{3}-T_{4}}}\cdot 100\ [\%]}. Hieruit volgt: {\displaystyle \eta _{t}={\frac {W_{t'}}{W_{t}}}\cdot 100\ [\%]}.
Voor de berekening van het rendement is de theoretische turbineuitlaattemperatuur T4 nodig. Die moet berekend worden met behulp van de gaswetten die gelden voor expansie. Voor een adiabatische expansie geldt:
{\displaystyle pV^{k}=constant}, anders geschreven: {\displaystyle p_{3}V_{3}^{k}\ =\ p_{4}V_{4}^{k}}(wet van Poisson)
en:    
{\displaystyle {\frac {pV}{T}}=constant}, anders geschreven:{\displaystyle {\frac {p_{3}V_{3}}{T_{3}}}\ =\ {\frac {p_{4}V_{4}}{T_{4}}}}  (algemene gaswet)
Hierin is:
k of kappa = adiabatische exponent, [dimensieloos]. Deze is afhankelijk van het soort gas dat gecomprimeerd wordt, en van de gemiddelde temperatuur in het expansieproces. De k-waarde is te vinden in handboeken voor gassen en uit een diagram te lezen. Voorbeeld: in bijgaand diagram is af te lezen dat voor lucht met 2% verbrandingsproducten, expanderend van 1200 °C tot 500 °C (gemiddelde temperatuur 850 °C) de k-waarde bedraagt 1,30.
p3 = absolute inlaatdruk van de turbine [N/m²]
p4 = absolute uitlaatdruk van de turbine [N/m²]
V3 = volume van de gassen dat de turbine intreedt  [m³/s]
V4 = volume van de gassen dat de turbine uittreedt [m³/s]
T3 = inlaattemperatuur turbine [K] (hier moet de absolute temperatuur worden gebruikt, vanwege de verhouding in de formule.
T4 = uitlaattemperatuur turbine na verliesvrije adiabatische expansie [K]
Een combinatie van de twee genoemde wetten levert de formule op waaruit T4 berekend kan worden:
{\displaystyle {\frac {T_{3}}{T_{4}}}=\left({\frac {p_{3}}{p_{4}}}\right)^{\frac {k-1}{k}}}, anders geschreven: {\displaystyle T_{4}=T_{3}\ /\ \left({\frac {p_{3}}{p_{4}}}\right)^{\frac {k-1}{k}}\ [K]}
Samengevat: Men kan het turbinerendement in de praktijk als volgt bepalen:
1. Bepaal de k-waarde voor de gemiddelde expansietemperatuur;
2. Bereken T4 (de theoretische eindexpansietemperatuur);
3. Bereken het rendement ηt.

Opmerkingen: 
- Bij een gasturbine in de praktijk kan de temperatuur T3 (= uitlaat verbrandingskamer of inlaat turbine) om technische redenen niet gemeten worden. Daar deze temperatuur belangrijk is voor de regeling en beveiliging van de gasturbine, berekent men T3. Dit kan op verschillende manieren: door het rekenen aan de energiebalans over de verbrandingskamer, of door de bovenstaande formule te gebruiken, waar met de gemeten T4', p3 en p4 door een iteratie T3 en de juiste k-waarde uit volgt.

- De arbeid die door elke kg stromend medium op de turbine wordt geleverd is veel groter dan de nuttige arbeid aan de uitgaande as. De turbine moet immers ook nog de compressor aandrijven en die vraagt een aanzienlijke hoeveelheid arbeid per kg lucht.

## Toepassingen
Gasturbinemotoren worden onder andere gebruikt bij de aandrijving van Straalvliegtuigen, Schepen, Generatoren, Pompen en Compressoren.

## Galerij

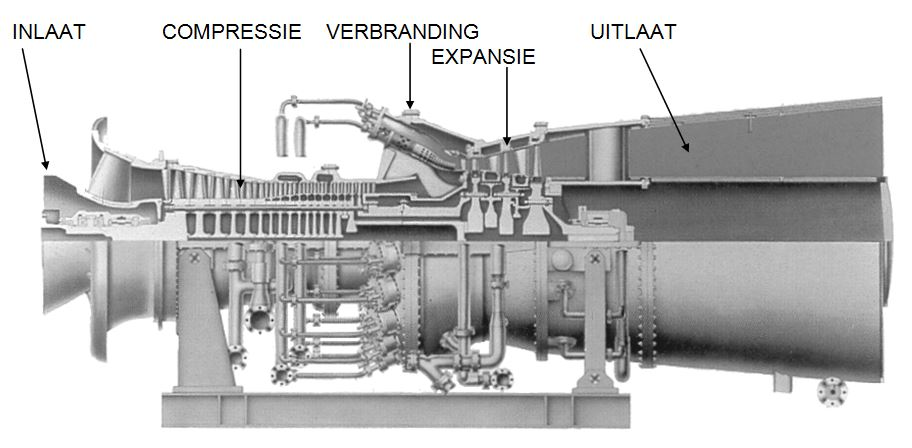
Industriële gasturbine met drietrapsturbine
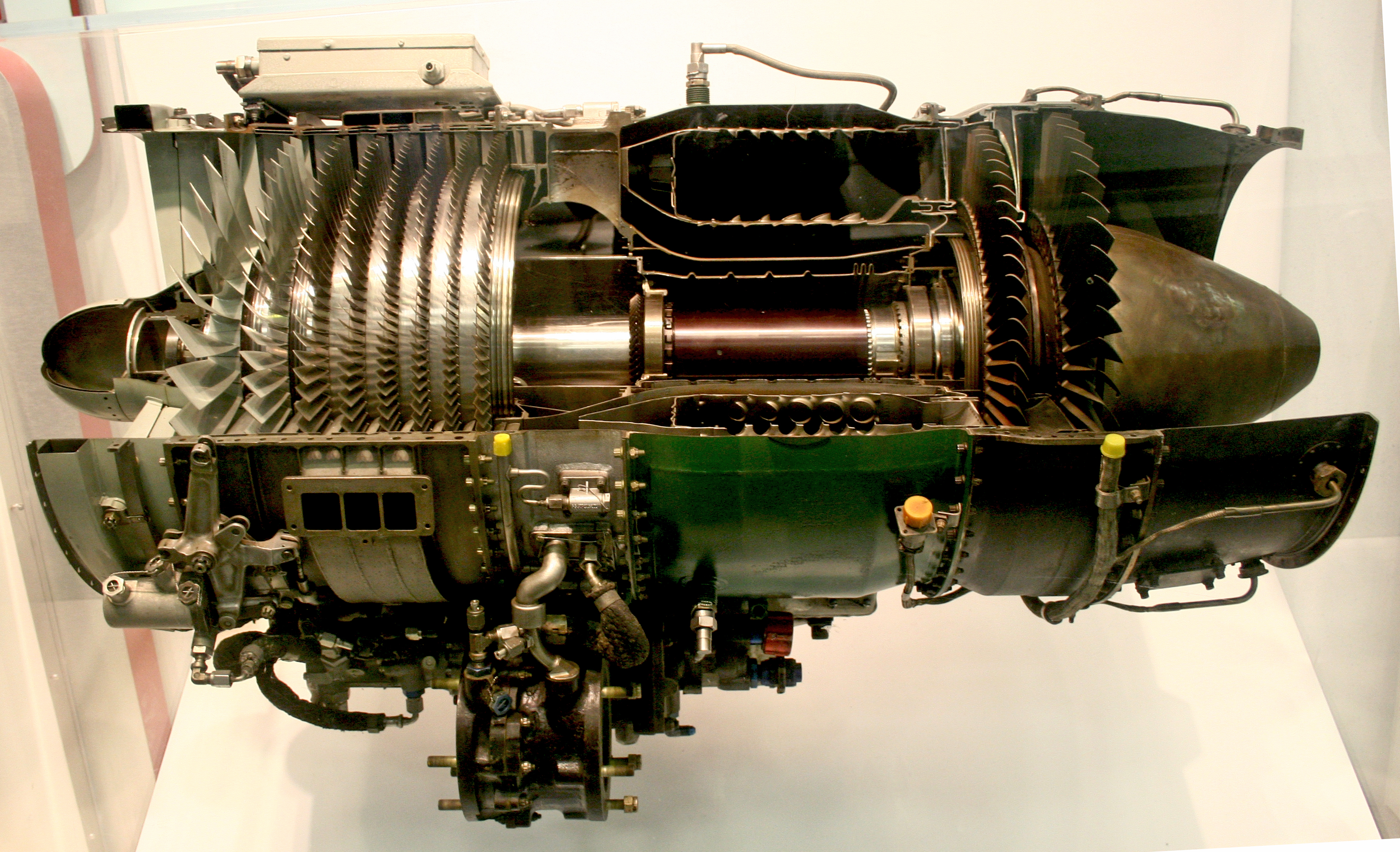
Kleine gasturbine met axiale compressor, verbrandingskamer, tweetrapsturbine (J85)
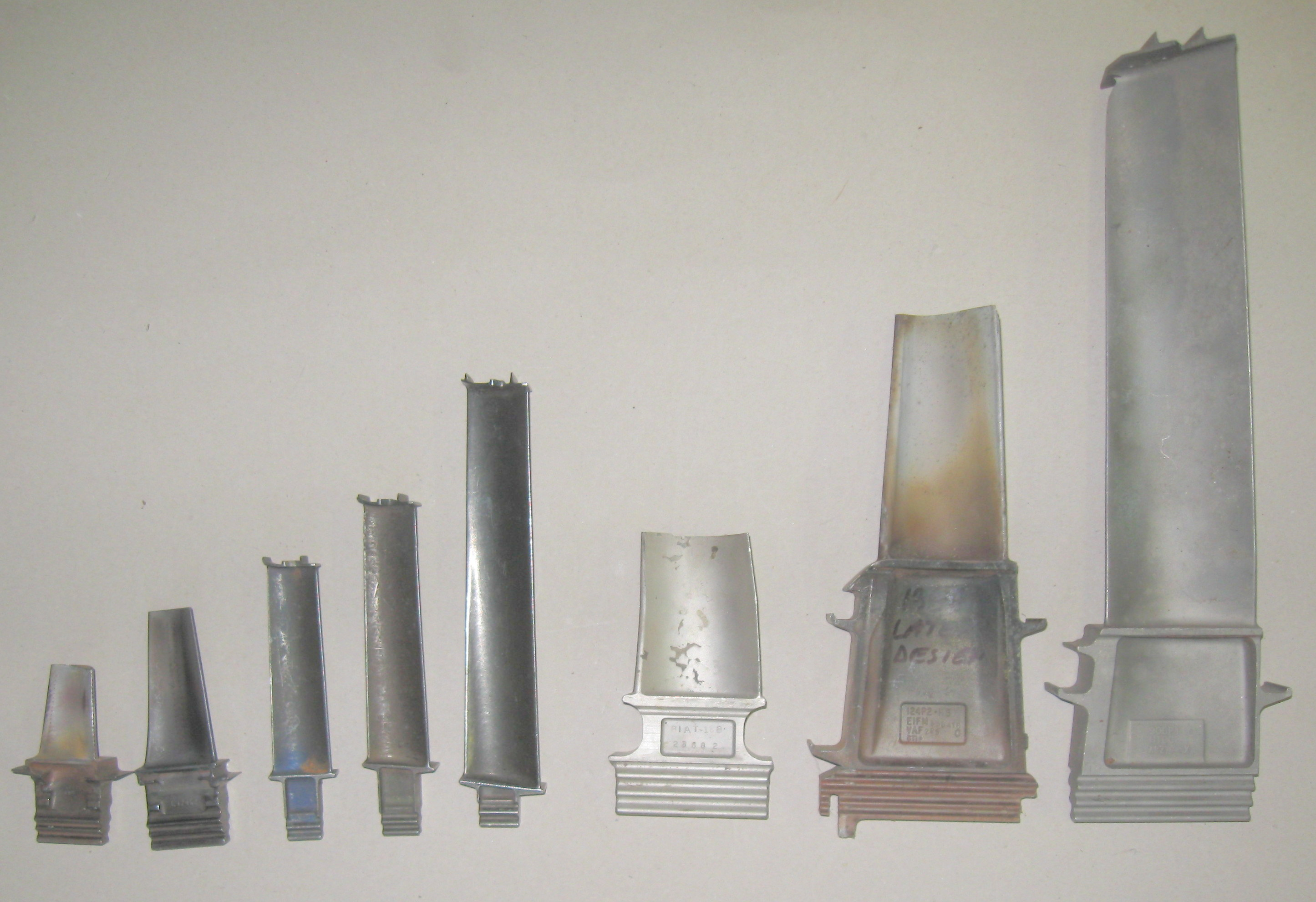
Loopschoepen van verschillende gasturbines
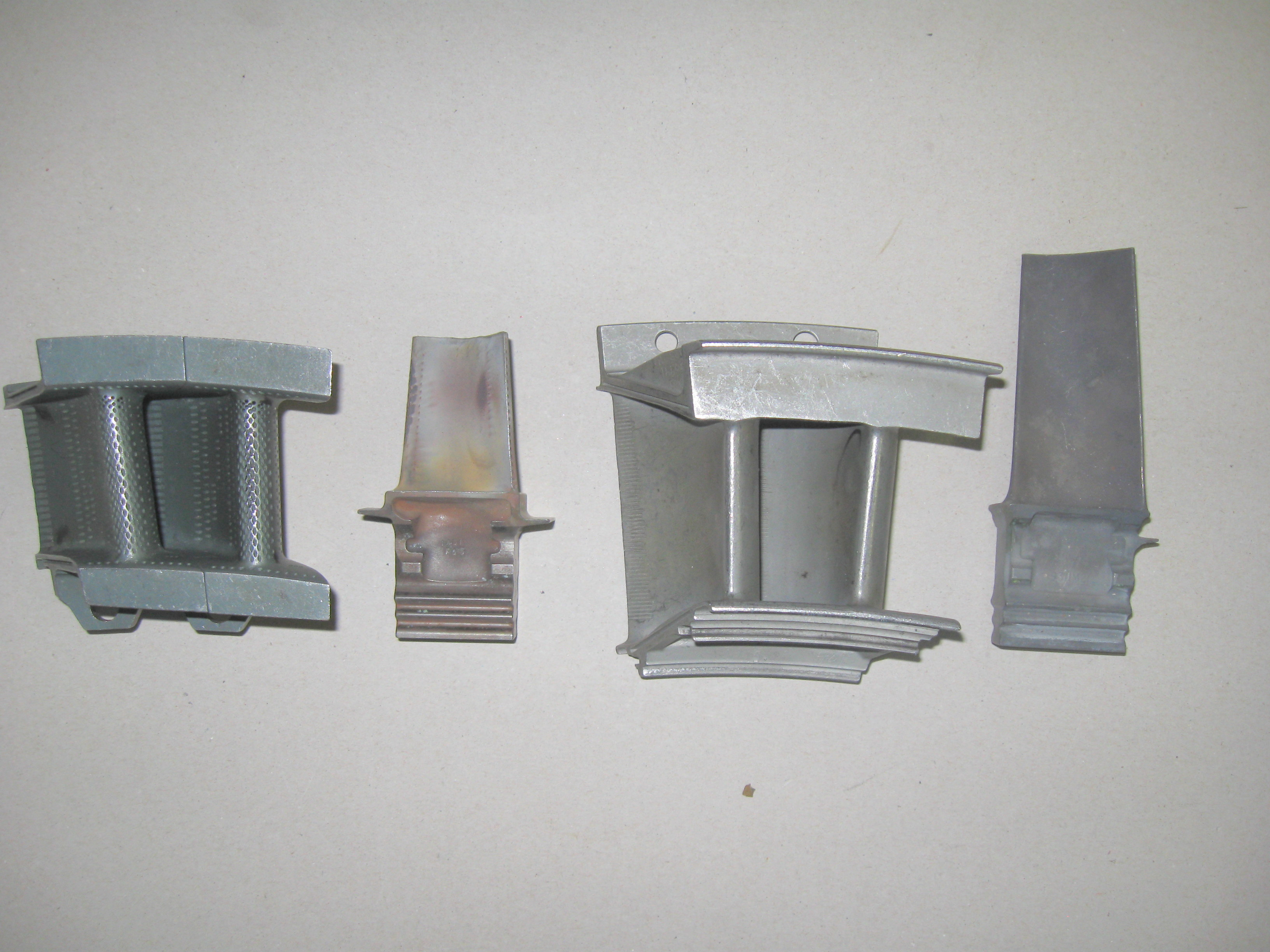
Straalbuizen en loopschoepen van een hogedrukturbine (HPT)
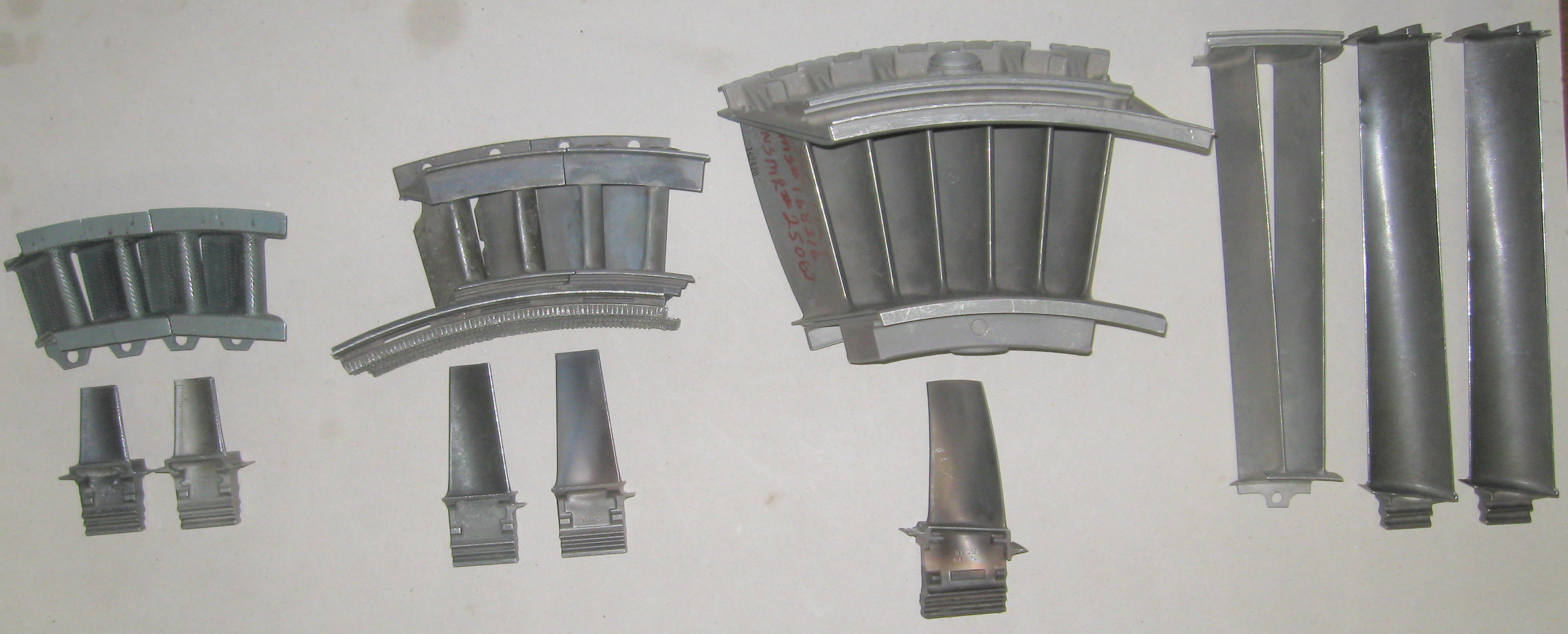
Straalbuizen en loopschoepen van een turbine. V.l.n.r. 1e trap HPT, 2e trap HPT, 1e trap LPT, 4e trap LPT
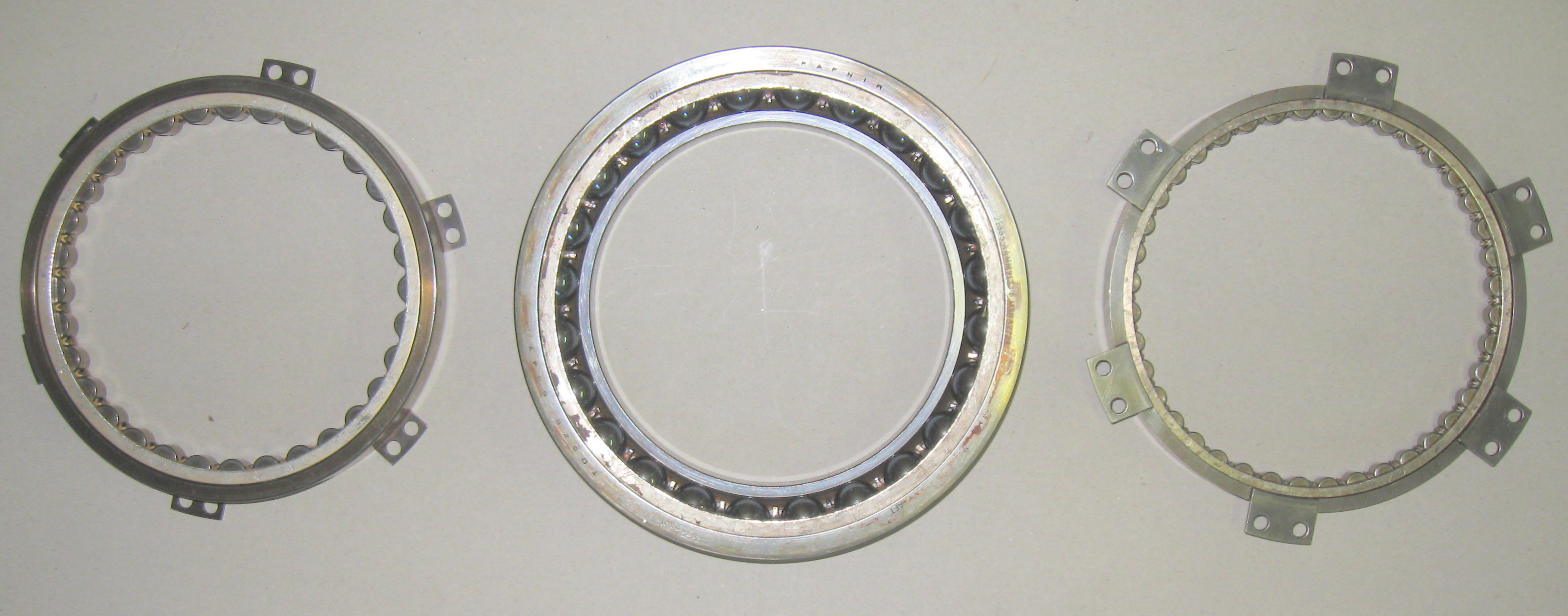
Rollagers en kogellagers van een "aero" gasturbine